# Meloe
Meloe là một nhóm lớn bao gồm các loài bọ cánh cứng có tên thường gọi là bọ dầu, do chúng nhỏ các giọt dầu hemolymph từ các khớp của chúng khi bị quấy rầy; chất này chứa cantharidin, là một chất độc làm phồng rộp da và gây đau. Các loài trong chi này đặc biệt không thể bay, có cánh cứng ngắn.

## Loài
Các loài được xếp theo thứ tự ABC.
- Meloe aegypytius Brandt & Erichson, 1832
- Meloe aeneus Tauscher, 1812
- Meloe afer Bland, 1864
- Meloe affinis Lucas, 1847
- Meloe ajax Pinto, 1998
- Meloe alashana Kaszab, 1964
- Meloe americanus Leach, 1815
- Meloe andrenetarum (Dufour, 1828)
- Meloe angulatus Leach, 1815
- Meloe angusticollis Say, 1824
- Meloe apenninicus Bologna, 1988
- Meloe aprilina Meyer, 1793
- Meloe aruanachalae Saha, 1979
- Meloe asperatus Tan, 1981
- Meloe asperatus Tan, 1981
- Meloe atrocyaneus Fairmaire, 1887
- Meloe auriculatus Marseul, 1877
- Meloe austrinus Wollaston, 1854
- Meloe autumnalis A. G. Olivier, 1797
- Meloe babatagicus Pripisnova, 1986
- Meloe barbarus LeConte, 1861
- Meloe baudii Leoni, 1907
- Meloe baudueri Grenier, 1863
- Meloe bellus Jakovlev, 1897
- Meloe bilineatus Aragona, 1830
- Meloe bitoricollis Pinto & Selander, 1970
- Meloe bodemeyeri Ganglbauer, 1900
- Meloe brevicollis Panzer, 1793
- Meloe bytinskii Kaszab, 1969
- Meloe caffer Péringuey, 1886
- Meloe californicus Van Dyke, 1928
- Meloe campanicollis Pinto & Selander, 1970
- Meloe carbonaceus LeConte, 1866
- Meloe cavensis L. Petagna, 1819
- Meloe cavicornis Reitter, 1898
- Meloe centripubens Reitter, 1897
- Meloe cicatricosus Leach, 1815
- Meloe cinereovariegatus Heyden, 1885
- Meloe cinereus Brandt & Ratzenburg, 1833
- Meloe coarctatus Motschulsky, 1858
- Meloe coelatus Reiche, 1857
- Meloe conradti Heyden, 1889
- Meloe corvinus Marseul, 1877
- Meloe crosi Peyerimhoff, 1926
- Meloe curticollis Kraatz, 1882
- Meloe decorus Brandt & Erichson, 1832
- Meloe dianella Pinto & Selander, 1970
- Meloe dugesi Champion, 1891
- Meloe elegantulus Semenov & Arnoldi, 1934
- Meloe erythrocnemus Pallas, 1782
- Meloe escherichi Reitter, 188b
- Meloe exiguus Pinto & Selander, 1970
- Meloe fascicularis Aragona, 1830
- Meloe fernandezi Pardo Alcaide, 1951
- Meloe flavicomus Wollaston, 1854
- Meloe formosensis Miwa, 1930
- Meloe foveolatus Guérin-Méneville, 1842
- Meloe franciscanus Van Dyke, 1928
- Meloe frontalis Reitter, 1905
- Meloe gaberti Reitter, 1907
- Meloe ganglbaueri Apfelbeck, 1905
- Meloe glazunovi Pliginskij, 1910
- Meloe gracilior Fairmaire, 1891
- Meloe gracillicornis Champion, 1891
- Meloe griseopuberulus Reitter, 1890
- Meloe heptapotamicus Pliginskij, 1910
- Meloe hottentotus Péringuey, 1886
- Meloe hungarus Schrank von Paula, 1776
- Meloe impressa Kirby, 1837
- Meloe intermedius Escherich, 1904
- Meloe kabuliensis Kaszab, 1981
- Meloe kandaharicus Kaszab, 1958
- Meloe kirbyi Dillon, 1952
- Meloe laevipennis Brandt & Erichson, 1832
- Meloe laevis Leach, 1815
- Meloe lederi Reitter, 1895
- Meloe lefevrei Guérin-Méneville, 1849
- Meloe lobatus Gebler, 1832
- Meloe lobicollis Fairmaire, 1891
- Meloe longipennis Fairmaire, 1891
- Meloe lopatini Pripisnova, 1987
- Meloe luctuosus Brandt & Erichson, 1832
- Meloe lutea Pallas, 1773
- Meloe mandli Borchmann, 1942
- Meloe marginatus Tauscher, 1812
- Meloe marianii Kaszab, 1983
- Meloe mathiesseni Reitter, 1905
- Meloe mediterraneus J. Müller, 1925
- Meloe medogensis Tan, 1988
- Meloe melittae (Kirby, 1802)
- Meloe menoko Kôno, 1936
- Meloe meridianus Péringuey, 1892
- Meloe modestus Fairmaire, 1887
- Meloe moerens LeConte, 1853
- Meloe montanus LeConte, 1866
- Meloe monticola Kolbe, 1897
- Meloe murinus Brandt & Erichson, 1832
- Meloe nanus Lucas, 1847
- Meloe nebulosus Pinto, 1970
- Meloe nigra Kirby, 1837
- Meloe nigropilosellus Reitter, 1900
- Meloe occultus Pinto & Selander, 1970
- Meloe olivieri Chevrolat, 1833
- Meloe omanicus Kaszab, 1983
- Meloe opacus LeConte, 1861
- Meloe otini Peyerimhoff, 1949
- Meloe ovalicollis Reitter, 1908
- Meloe ovilis Mulsant, 1857
- Meloe pallidicolor Escalera, 1909
- Meloe paropacus Dillon, 1952
- Meloe patellicornis Fairmaire, 1887
- Meloe perplexus LeConte, 1853
- Meloe poteli Fairmaire, 1897
- Meloe primaeveris Kaszab, 1958
- Meloe primulus Semenov, 1903
- Meloe prolifericornis Motschulsky, 1872
- Meloe proscarabaeus Linnaeus, 1758
- Meloe pubifer Heyden, 1887
- Meloe pusio Wellman, 1910
- Meloe rathjensi Borchmann, 1938
- Meloe reitteri Escherich, 1889
- Meloe rhodesianus Péringuey, 1904
- Meloe rufipes Bremi-Wolf, 1856
- Meloe rufiventris Germar, 1832
- Meloe rugipennis LeConte, 1853
- Meloe rugosus Marsham, 1802
- Meloe rugulosus Brullé, 1832
- Meloe saharensis Chobaut, 1898
- Meloe sanaanus Borchmann, 1938
- Meloe scabriusculus Brandt & Erichson, 1832
- Meloe schmidi Kaszab, 1978
- Meloe scutellatus Reitter, 1895
- Meloe seineri Schmidt, 1913
- Meloe semenowi Jakovlev, 1897
- Meloe semicoriaceus Fairmaire, 1891
- Meloe servulus Bates, 1879
- Meloe simplicicornis Escherich, 1889
- Meloe simulans Reitter, 1895
- Meloe strigulosus Mannerheim, 1852
- Meloe subcordicollis Fairmaire, 1887
- Meloe subsetosus Reitter, 1895
- Meloe sulciceps Reitter, 1911
- Meloe sulcicollis Latreille, 1804
- Meloe tadzhikistanicus Prispinova, 1987
- Meloe tarsalis Jakovlev, 1897
- Meloe tenuipes Jakovlev, 1897
- Meloe terentjevi Kaszab, 1978
- Meloe tinctus LeConte, 1866
- Meloe transversicollis Fairmaire, 1891
- Meloe trapeziderus Gahan, 1903
- Meloe tropicus Motschulsky, 1856
- Meloe tuccius Rossi, 1792
- Meloe turkestanicus Escherich, 1890
- Meloe ukinganus Schmidt, 1913
- Meloe uralensis Pallas, 1773
- Meloe vandykei Pinto & Selander, 1970
- Meloe variegatus Donovan, 1793
- Meloe viennensis Schrank von Paula, 1776
- Meloe vignai Bologna, 1990
- Meloe violaceus Marsham, 1802
- Meloe vlasovi Semenov & Arnoldi, 1937
- Meloe xanthomelas Solsky, 1881
- Meloe zolotarevi Pliginskij, 1914

## Hình ảnh

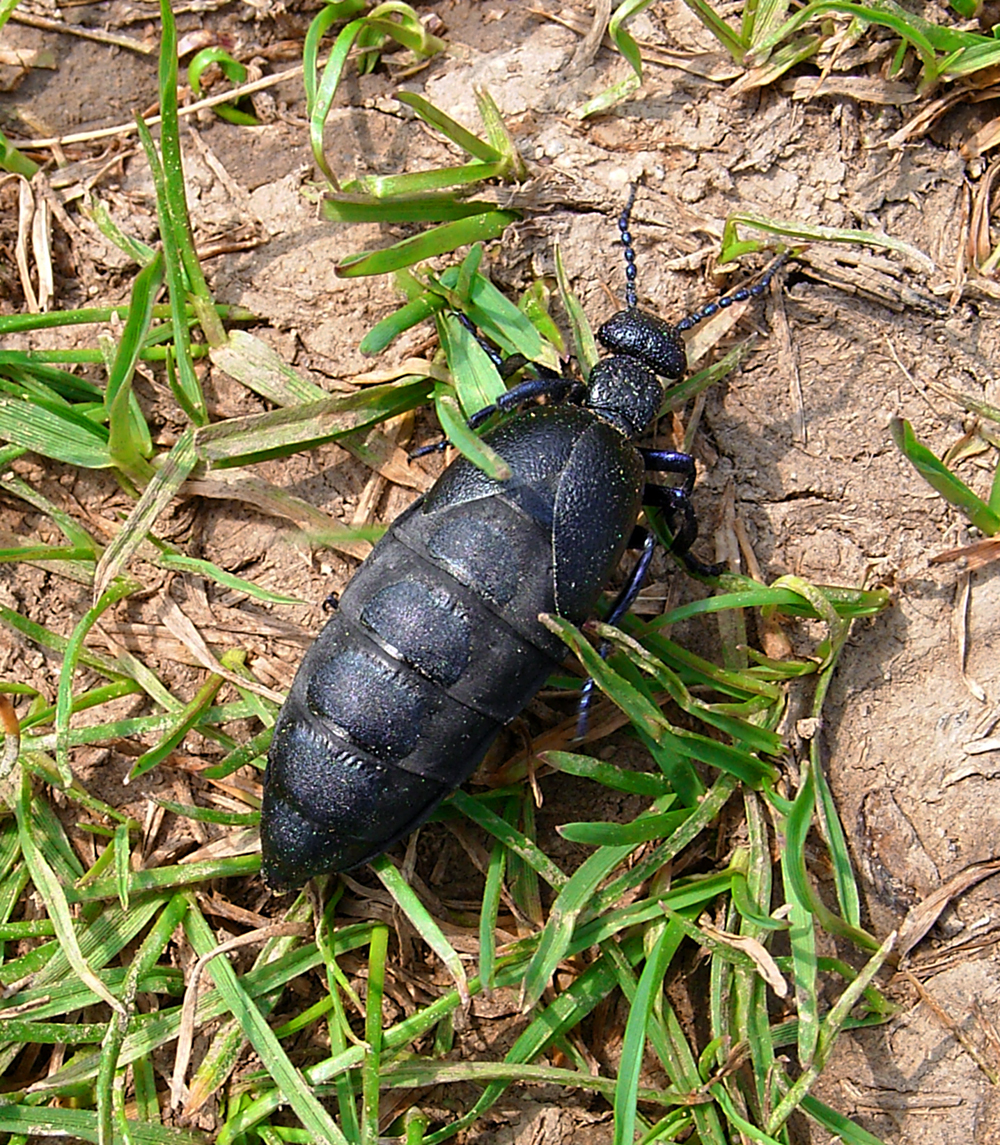
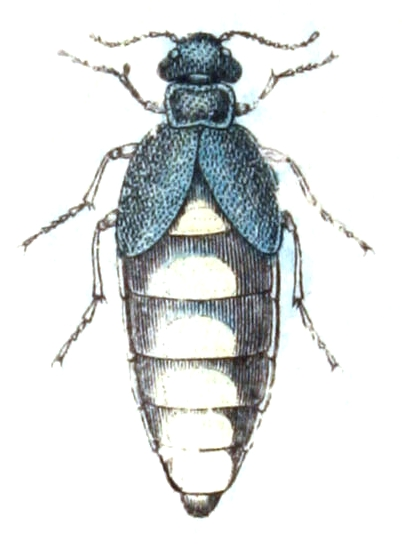
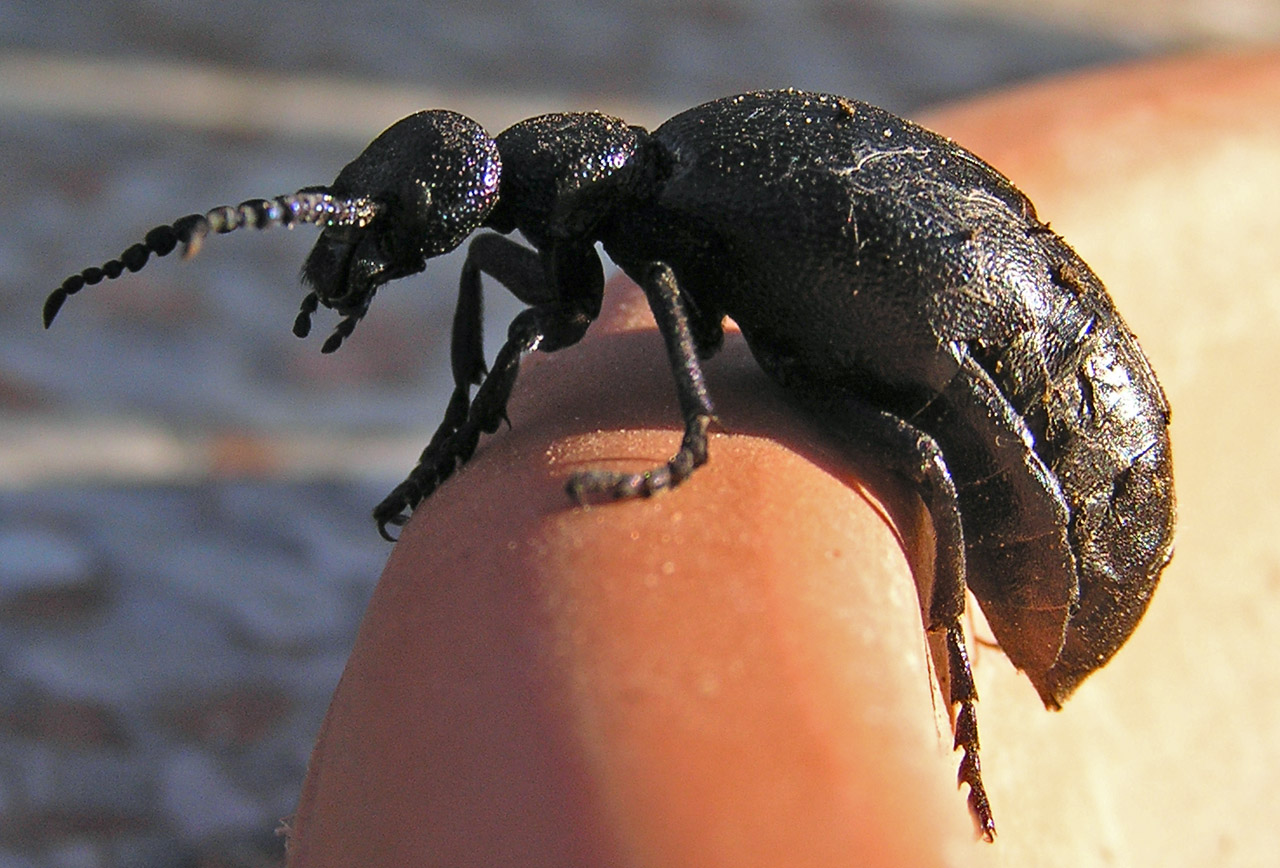